# Babelomurex cariniferoides
Babelomurex cariniferoides is een slakkensoort uit de familie van de Muricidae. De wetenschappelijke naam van de soort is voor het eerst geldig gepubliceerd in 1966 door Shikama.